# Duomo di Verona
Il  duomo di Verona, il cui nome ufficiale è cattedrale di Santa Maria Assunta ma conosciuto anche come cattedrale di Santa Maria Matricolare, dal nome dell'antica chiesa paleocristiana, è il principale luogo di culto cattolico della città di Verona, chiesa madre dell'omonima diocesi e monumento nazionale italiano. Esso fa parte di un complesso architettonico articolato, di cui fanno parte anche il palazzo del Vescovado, il chiostro dei Canonici, la biblioteca capitolare, il battistero di San Giovanni in Fonte e la chiesa di Sant'Elena, questi ultimi due collegati al duomo tramite il porticato di Santa Maria Matricolare.

## Storia

### Origini paleocristiane

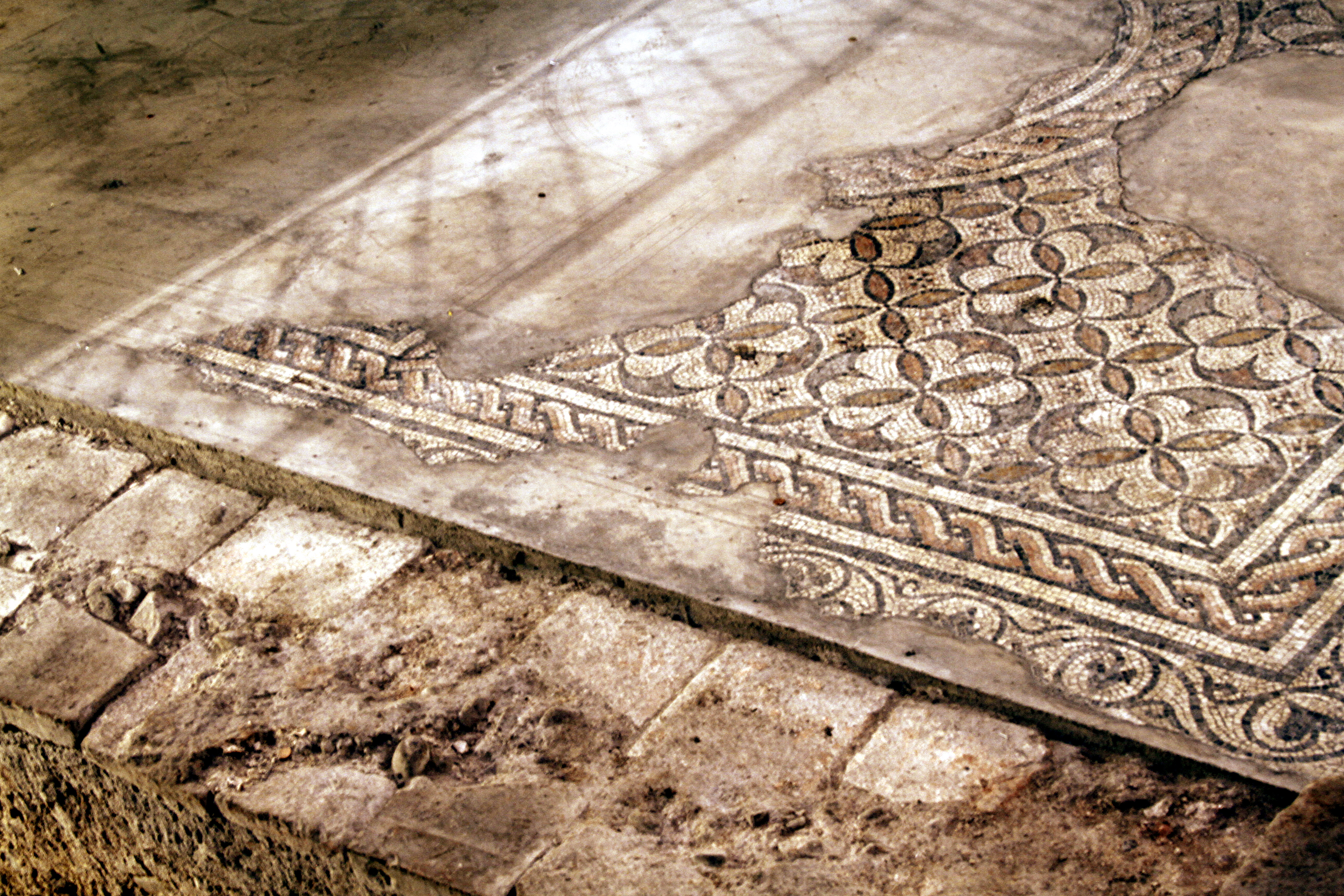
Resti del pavimento musivo della "chiesa A", la più antica basilica paleocristiana di Verona, nella chiesa di Sant'Elena

Agli inizi del IV secolo si avviò una più intensa fase di cristianizzazione di Verona e quindi la riorganizzazione del sito in cui ancora oggi sorge il complesso della Cattedrale. Nella prima metà del secolo venne così edificato il primo edificio di culto della città, la cosiddetta "chiesa A", che potrebbe aver preso il posto di un tempio dedicato a Minerva e delle terme pubbliche: si tratta di una chiesa di 16,9 x 37,5 metri a tre navate, con una sola abside e l'area presbiteriale rialzata e isolata dalle navate per mezzo di transenne, ancora in parte visibile sotto la chiesa di Sant'Elena; questo edificio si collocava all'interno del sistema viario romano, in corrispondenza del terzo cardo citrato sinistro. Nella seconda metà dello stesso secolo, probabilmente durante l'episcopato di san Zeno, la piccola basilica venne dotata di riscaldamento a ipocausto, per cui la pavimentazione venne sopraelevata e decorata con eleganti mosaici.
Già in questo momento doveva essere presente un battistero, probabilmente situato in corrispondenza dell'attuale battistero di San Giovanni in Fonte, oltre che di altri annessi tra cui la residenza del vescovo, la Schola Sacerdotum e lo Scriptorium, la cui presenza è accertata a partire dal 517 ma che verosimilmente potrebbero essere stati presenti fin dal IV secolo. Inoltre è stata ipotizzata l'esistenza di una seconda chiesa gemella posta a meridione della chiesa A, ovvero proprio sul terreno in cui oggi insiste la Cattedrale: si sarebbe potuto trattare quindi di un complesso paleocristiano "a cattedrale doppia", la cui esistenza è stata documenta a Lione e Ginevra.

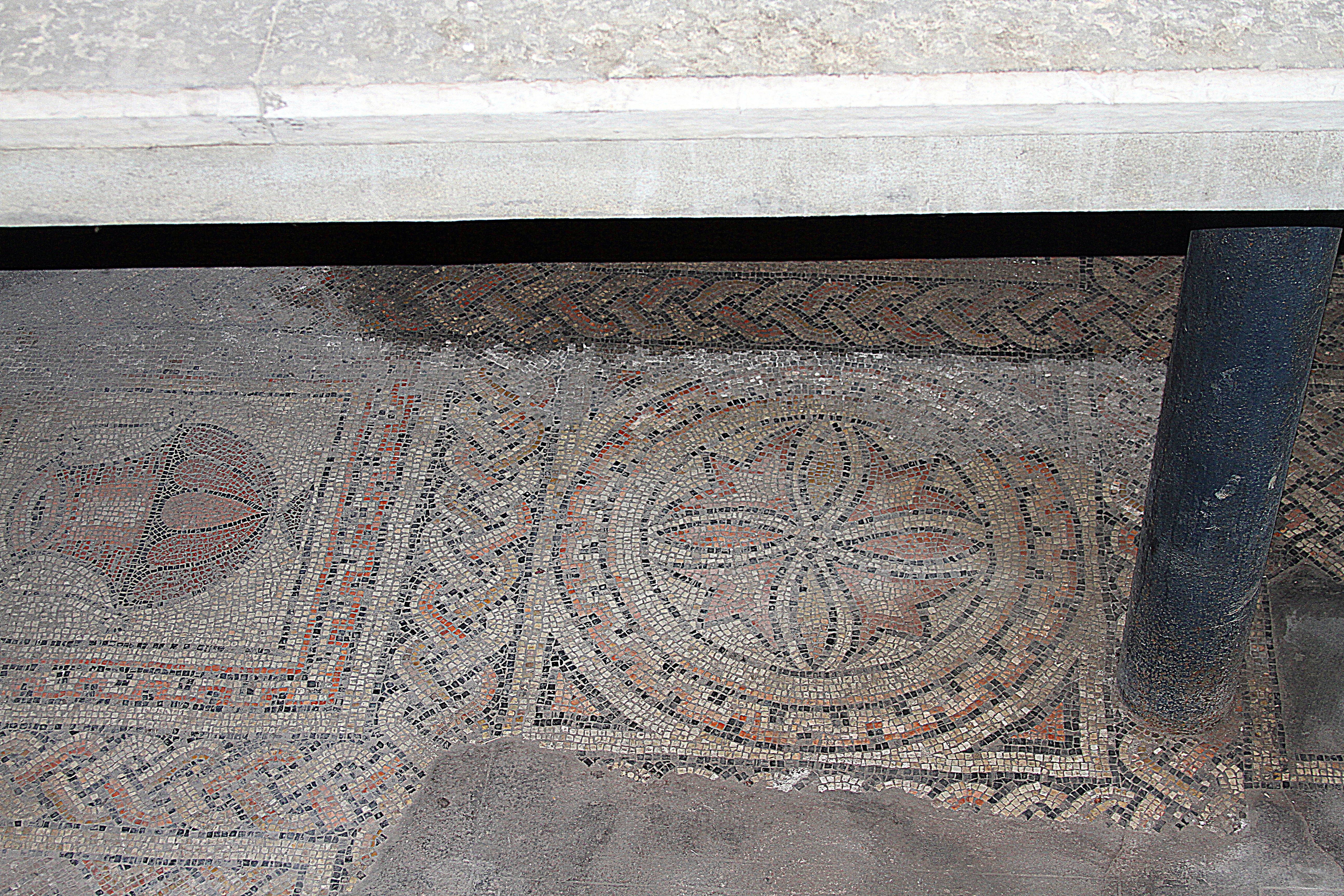
Resti del pavimento in mosaico della "chiesa B", situato nel chiostro dei Canonici

Già nella seconda metà del V secolo, però, venne edificata una seconda basilica di maggiori dimensioni della precedente, chiamata semplicemente "chiesa B", di cui rimangono resti archeologici nel chiostro dei Canonici e ancora nella chiesa di Sant'Elena; la realizzazione di questo secondo edificio comportò la parziale demolizione della basilica precedente, la chiesa A, di cui la parte sopravvissuta venne suddivisa in vani e adibita ad altre funzioni. Il nuovo edificio, di 29,2×72,8 metri, era sempre a tre navate con un'unica abside centrale, ma era dotato di un nartece situato nell'area su cui oggi insiste la biblioteca capitolare, forse anticipato da un quadriportico. Anche questa chiesa aveva un pavimento riccamente decorato da mosaici ed era caratterizzata da un'area presbiteriale rialzata, da cui però partiva la solea, una stretta passerella transennata che dal podio del presbiterio scendeva lungo la navata centrale. Alla solea vennero aggiunte nella prima metà del VI secolo due strutture semicircolari, una trasformazione probabilmente dovuta ad aggiornamenti del rituale cristiano.
Tra la fine dell'VIII secolo e l'inizio del IX venne edificata la nuova Cattedrale, proprio sull'area in cui sorge ancora oggi: questo suo trasferimento dalla chiesa B alla nuova chiesa dedicata a Santa Maria Matricolare venne pianificato e iniziato dal vescovo Annone, che fu il primo vescovo veronese a trovare sepoltura nella nuova Cattedrale, e venne concluso da un suo successore, Ratoldo. L'abbandono della chiese B si deve probabilmente ad un grosso incendio, ricordato in un documento dell'806, che coinvolse il complesso vescovile sul finire dell'VIII secolo e potrebbe aver causato il crollo della basilica paleocristiana. Su quello che era rimasto dell'antica basilica venne tuttavia costruita una nuova chiesa, inizialmente dedicata ai Santi Giorgio e Zeno e oggi conosciuta con il nome di chiesa di Sant'Elena, voluta dall'arcidiacono Pacifico e consacrata tra l'842 e l'847 dal patriarca di Aquileia, Andrea.
La chiesa venne ulteriormente rinnovata nella prima metà del IX secolo su commissione del vescovo Ratoldo e dell'arcidiacono Pacifico. Nello stesso periodo vennero riorganizzati gli spazi dei chierici, in particolare la schola sacerdotum, lo xenodochium, chiamato anche "ospedale di Santa Maria al Domo", il chiostro dei Canonici e i locali di rappresentanza.

### La ricostruzione in forme romaniche

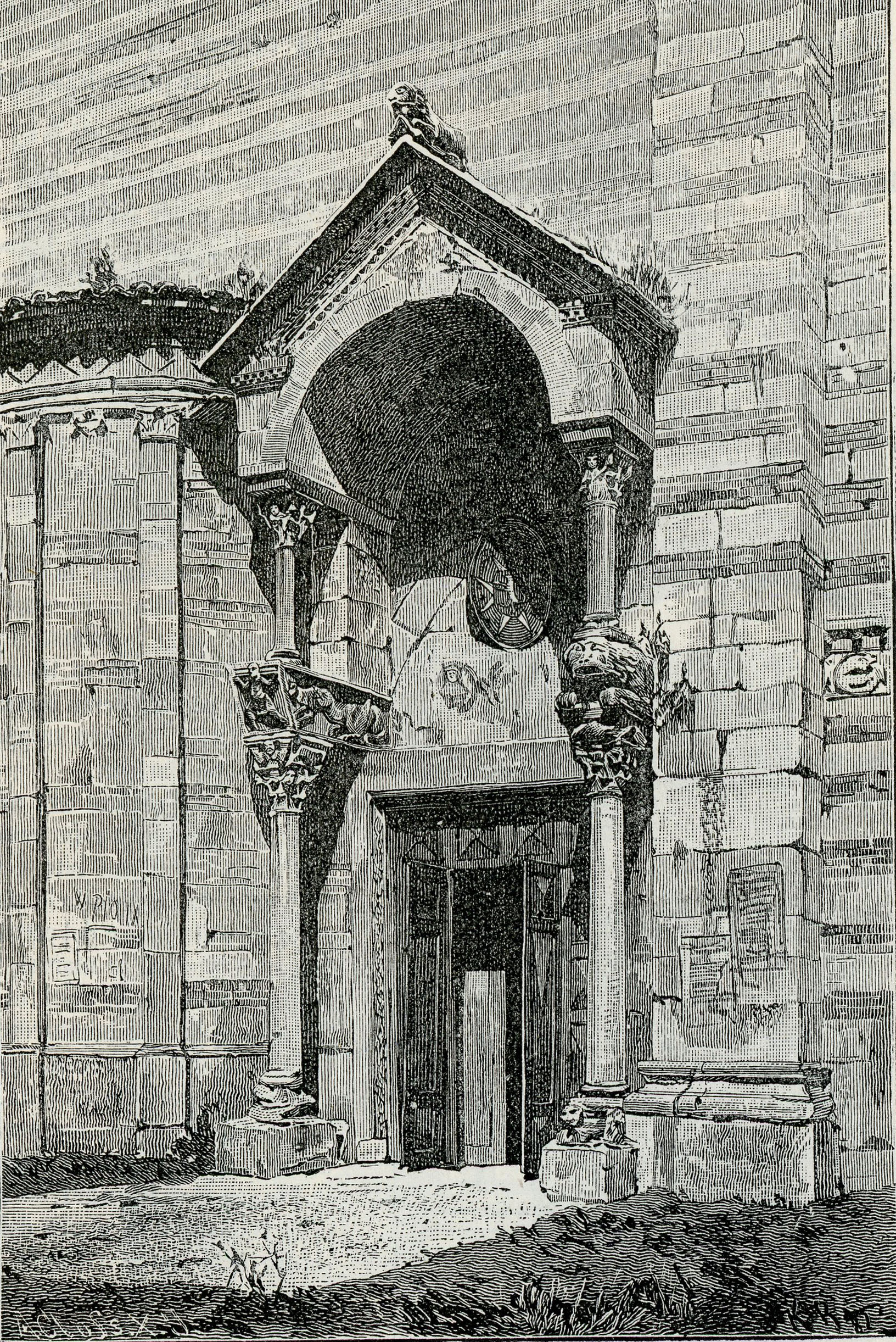
Il portale laterale protetto dal protiro di epoca romanica, in una xilografia del 1903

Della costruzione (o ricostruzione) del IX secolo non rimane quasi nulla, in quanto la città di Verona venne colpita da un catastrofico terremoto nell'anno 1117, che causò gravi danni anche al complesso della cattedrale cui seguì una riconfigurazione in forme romaniche dei vari edifici che lo componevano. L’articolazione del complesso impostata da Ratoldo e Pacifico rimase però sostanzialmente immutato: il chiostro canonicale, probabilmente già nella veste attuale, è citato nei documenti a partire dal 1123; la ricostruzione del battistero di San Giovanni in Fonte, voluta dal vescovo Bernardo, è sempre del 1123; la ricostruzione di Sant’Elena avvenne sempre negli stessi anni, in quanto venne consacrata nel 1140 dal patriarca di Aquileia, Pellegrino.
La cattedrale venne ricostruita, anche lei in stile romanico, a partire dal 1120. Il progettista dell’opera non è noto, tuttavia sono conosciute alcune maestranze, in particolare Niccolò, che realizzò il portale d'ingresso a doppio protiro, identificato grazie all’iscrizione presente sul coronamento esterno del protiro inferiore («Arteficem gnarum qui sculpserit hec Nicolaum hunc cuncurrentes laudant per secula gentes»), e un certo maestro Pelegrinus, la cui firma è incisa su un arco raffigurante Cristo tra i Santi Pietro e Paolo, oggi conservato presso il museo di Castelvecchio, ma di cui non si conosce esattamente il ruolo. La nuova Cattedrale venne consacrata il 13 settembre 1187 dal pontefice Urbano III.

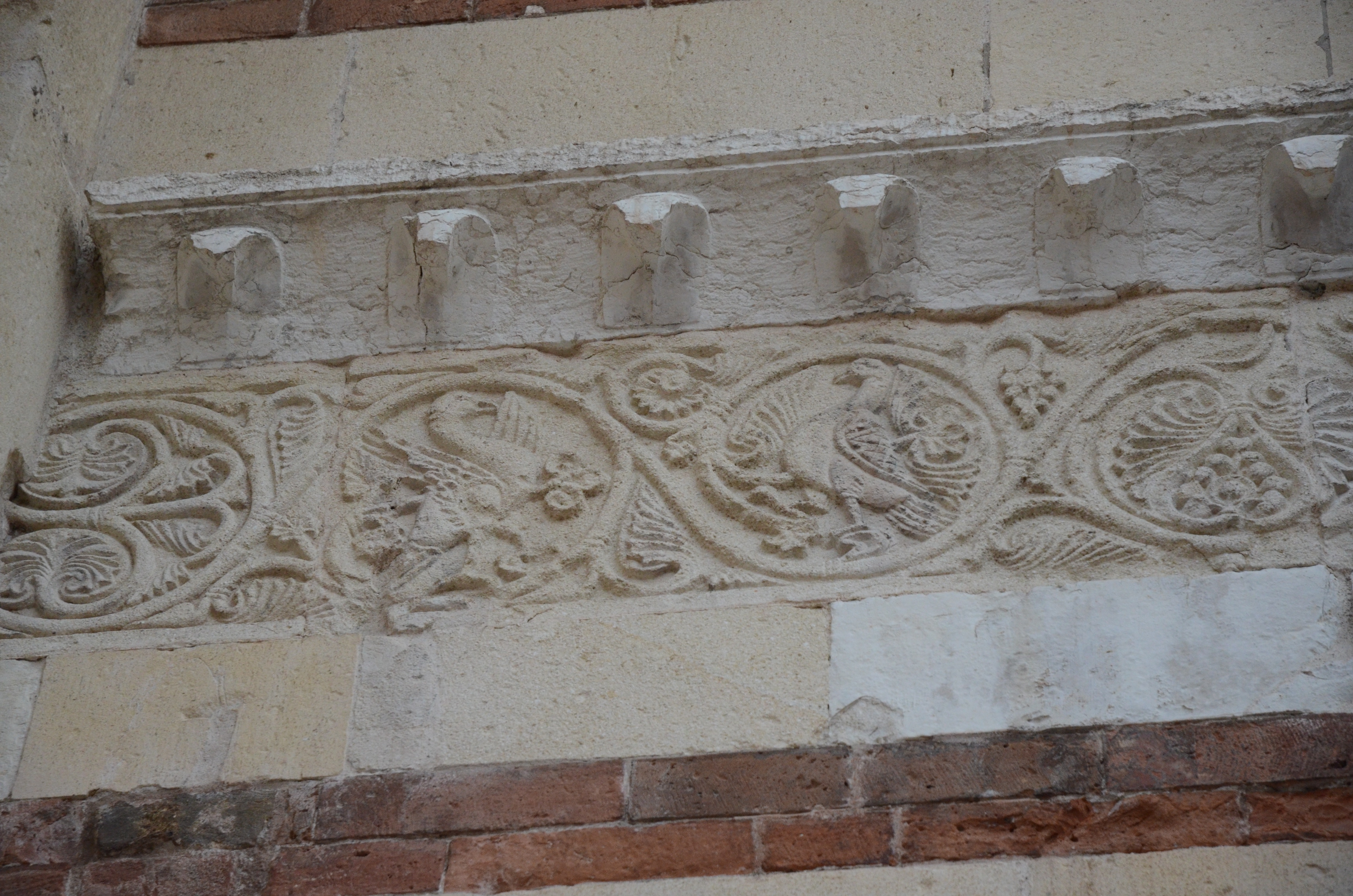
Dettaglio di un fregio rimasto in opera della chiesa romanica

Questa struttura romanica, il cui impianto planimetrico è sopravvissuto sostanzialmente inalterato fino ad oggi, rimane ancora leggibile pure sui paramenti murari, nelle cornici scolpite ancora in opera e nei due protiri, quello principale e quello laterale, nonostante le numerose trasformazioni avvenuti nei secoli successivi.
La chiesa possedeva una pianta a tre navate verosimilmente suddivise da due file di archeggiature impostate su pilastri alternati a colonne, con una profonda abside centrale e due minori laterali ricavate nello spessore del muro; l’edificio aveva un'altezza inferiore rispetto a quella attuale, mentre la copertura doveva presentare una travatura a vista. L’altezza originale delle navate, oltretutto, è facilmente intuibile grazie ai residui di cornice ancora presenti, sia in facciata che nei prospetti laterali: particolarmente importanti quella della facciata, in quanto i due lacerti di cornice con archetti pensili posti tra i contrafforti triangolari e le bifore gotiche testimoniano l’altezza massima delle navate laterali, mentre ai due angoli del prospetto principale altri frammenti di cornice ne suggeriscono l’altezza minima; per la navata centrale, l’altezza minima è suggerita dall'altezza dei contrafforti triangolari che tripartiscono la facciata, mentre non è possibile individuare il colmo del tetto a causa delle trasformazioni successive. A questa prima fabbrica, i cui lavori principali furono eseguiti per lo più tra gli anni venti e quelli trenta, appartiene il protiro del portale d’ingresso laterale e, anche se realizzato in una seconda fase, forse intorno al 1139, il protiro che protegge l’ingresso principale, opera del già citato Niccolò.

### Trasformazioni gotiche, rinascimentali e restauri

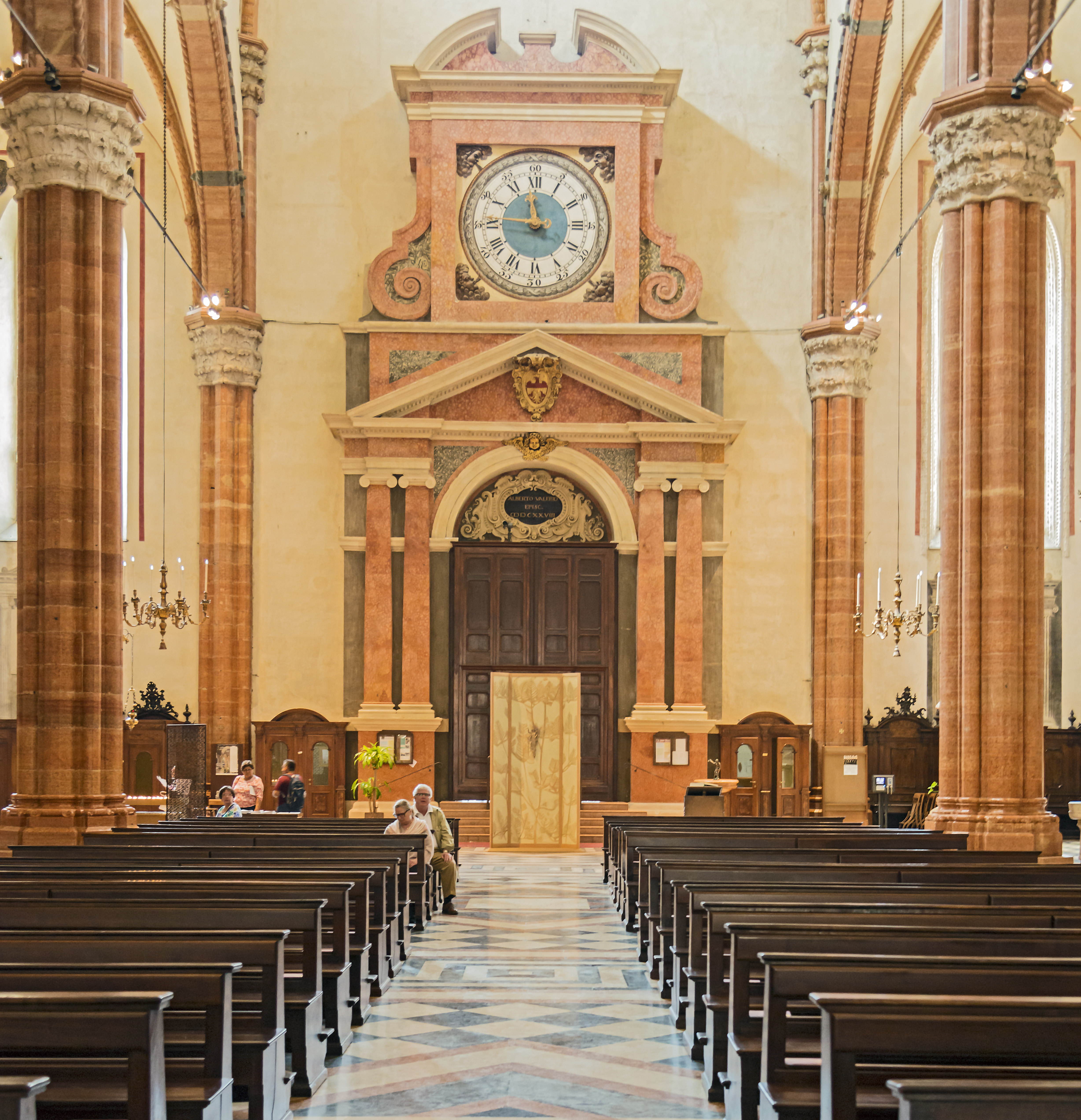
Ai lati dell'immagine i quattrocenteschi pilastri a fascio in stile gotico, mentre al centro della controfacciata il portale interno, realizzato nel primo Seicento

Un primo progetto di rinnovamento potrebbe risalire al XIV secolo e sembra prevedesse un ingrandimento dell'edificio che avrebbe dovuto aumentare l'ampiezza arrivando contenere cinque navate, tuttavia nuovi cantieri non si avviarono prima del XV secolo. Tra gli interventi effettuati nel Quattrocento vi fu: la sopraelevazione delle navate, che raggiunsero così la quota attuale; la sostituzione dei colonnati con gli otto robusti pilastri a fascio reggenti archi a sesto acuto; la realizzazione delle volte a crociera a copertura degli spazi interni; infine l'apertura delle cappelle laterali, tra cui quella Memo e la cappella della Madonna del Popolo, di maggiori dimensioni. In particolare i pilastri a fascio e i capitelli fogliati, così palesemente goticheggianti, sembra possano seguire un progetto ispirato in qualche modo a quello trecentesco mai avviatosi, o comunque ridimensionato; questi elementi così peculiari, tra l'altro, vennero presi a modello dai fabbricieri del duomo di Milano, che ebbero occasione di visitare personalmente l'edificio.
I lavori proseguirono fino a tutto il XVI secolo, momento di ulteriori trasformazioni. Spetta al vescovato di Gian Matteo Giberti la sistemazione l'area presbiteriale, che venne riqualificata dal punto di vista funzionale, con l'arretramento del coro e dell'altare, e decorativo: risale infatti al 1534 la decorazione ad affresco del catino absidale e dell'arco trionfale con un ciclo di soggetto mariano, opera del pittore rinascimentale Francesco Torbido che si servì di cartoni, commissionati dallo stesso vescovo, di Giulio Romano; circa dello stesso anno è la conclusione del rifacimento, avviatosi nel 1527, della pavimentazione della chiesa, che provocò l'eliminazione del dislivello tra presbiterio e area plebana che caratterizzava la chiesa romanica.

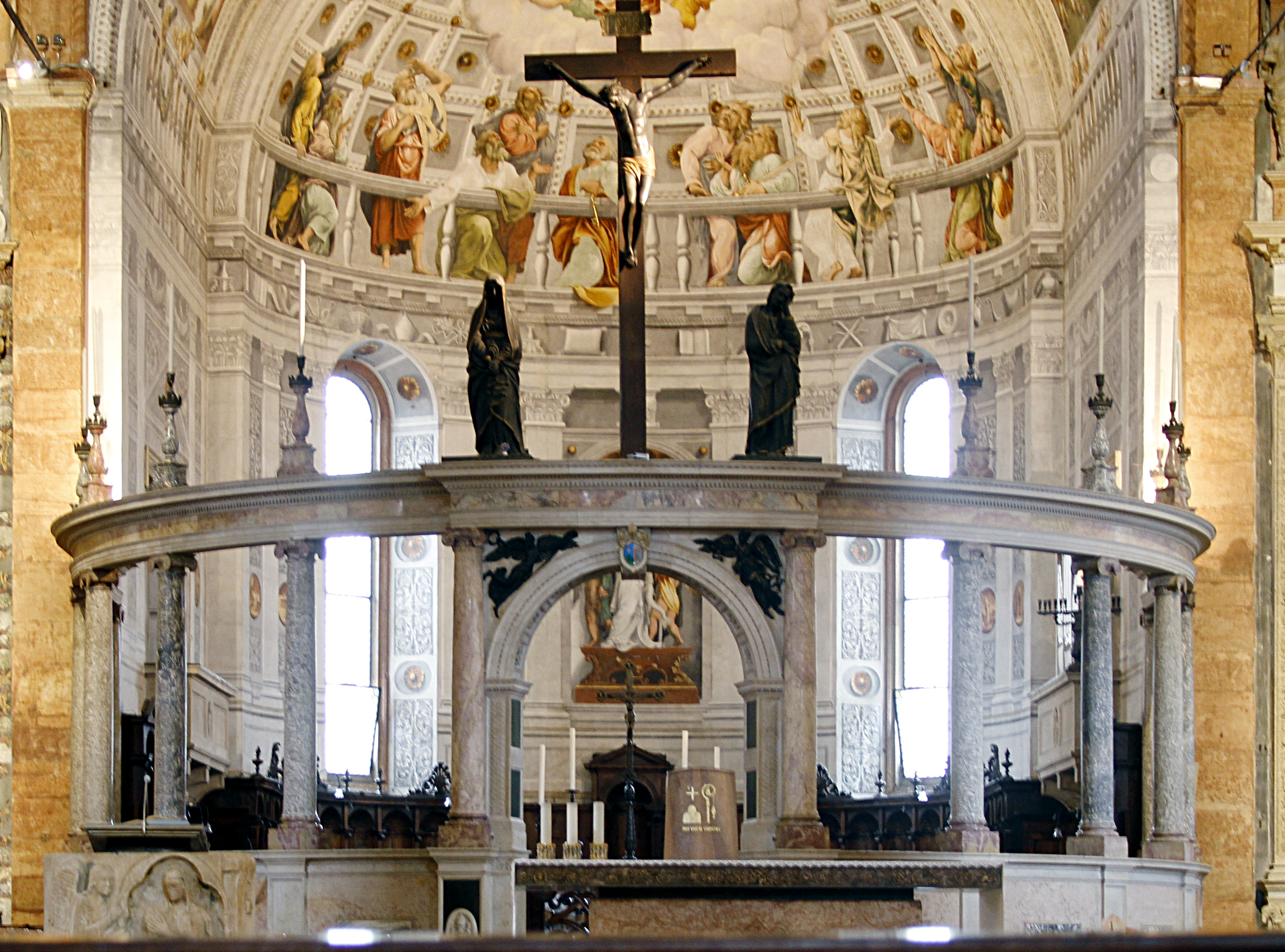
Il cinquecentesco tornacoro opera di Michele Sanmicheli e, sullo sfondo, gli affreschi del catino absidale realizzati da Francesco Torbido

Poco più tardo, e concluso nel 1550, è il tornacoro dell'area presbiteriale, realizzato su progetto del noto architetto Michele Sanmicheli; tra il 1575 e il 1579 il cugino Bernardino Brugnoli, invece, progettò la sopraelevazione del campanile, che sfruttò come basamento quello preesistente di epoca romanica; infine nel 1587 venne terminata la sopraelevazione della facciata, che assunse il suo aspetto definitivo all'epoca del vescovo di Verona Agostino Valier, il cui stemma è collocato in sommità. Al nipote Alberto Valier si deve invece il portale interno dotato di orologio, realizzato nella controfacciata della chiesa.
Gli ultimi lavori importanti effettuati risalgono alla fine del XIX e all'inizio del XX secolo: nel 1880 venne rifatto il pavimento per volere del vescovo Luigi di Canossa, mentre tra 1913 e 1931 vi fu un'ulteriore sopraelevazione del campanile, su disegno dell'architetto Ettore Fagiuoli, che tuttavia non venne terminata. Dopo questi cantieri si sono svolti principalmente interventi di restauro conservativo e consolidamento strutturale, di cui i più rilevanti nel periodo tra il 1979 e il 1987, tra il 2005 e il 2009, e ancora tra il 2013 e il 2015.

## Descrizione

### Esterno

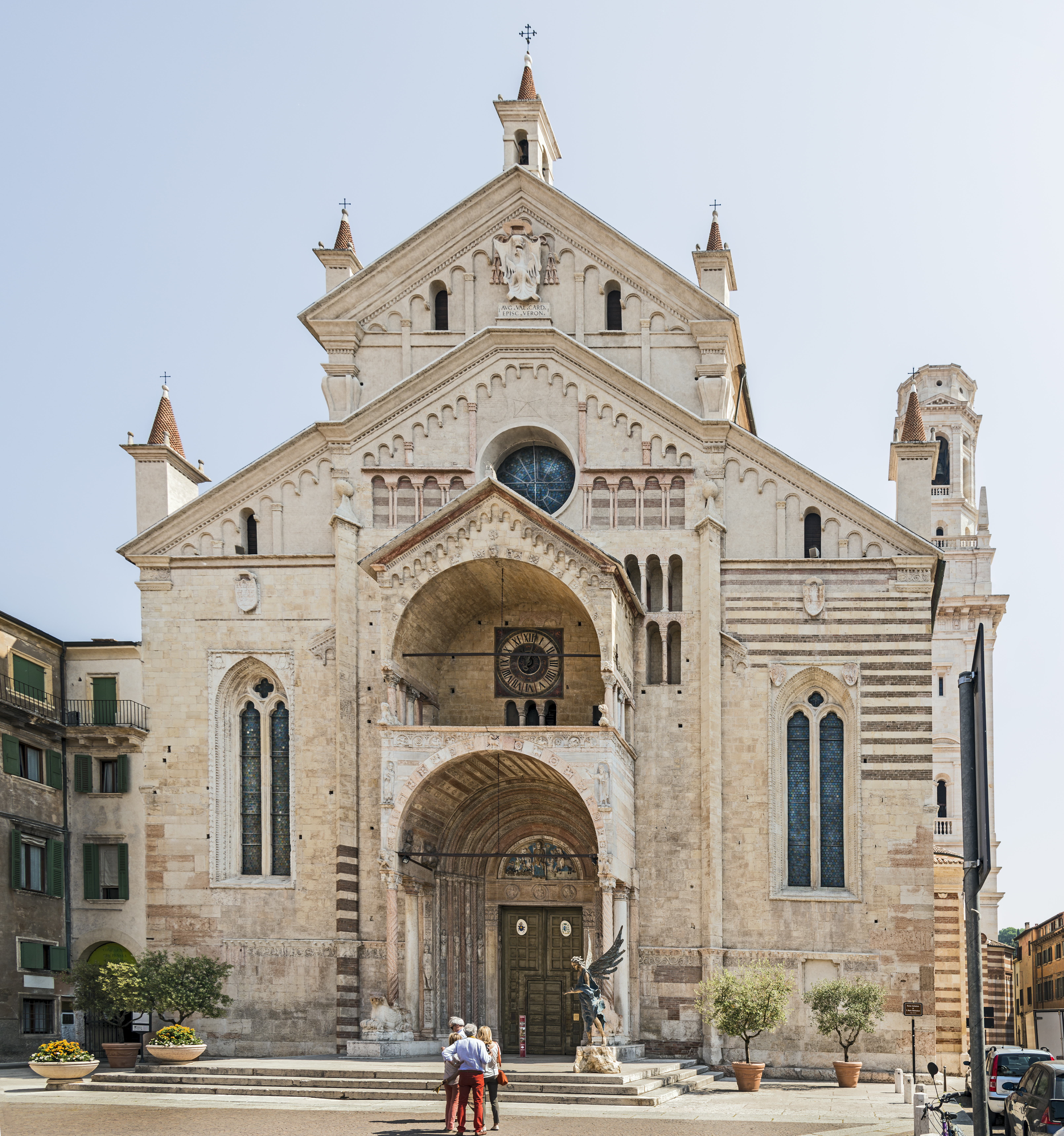
La facciata

La facciata a salienti della chiesa è tripartita da due contrafforti a sezione triangolare. Nel settore centrale si trova il portale d'ingresso strombato, impreziosito da sculture raffiguranti Santi e i due paladini Orlando e Oliviero, chiuso in alto da una lunetta decorata da rilievi policromi raffiguranti la Madonna in trono con Bambino; il portale è protetto da un doppio protiro con colonnine tortili poggianti su due grifi, pregevole opera del maestro Niccolò realizzato intorno al 1139. Sull'architrave, inoltre, trovano spazio tre medaglioni in cui sono scolpite le allegorie delle virtù teologali. Sempre nel settore centrale, ma più in alto, trova spazio un rosone che illumina la navata centrale e lo stemma del cardinale e vescovo Agostino Valier, che nel 1587 commissionò gli ultimi lavori che interessarono la facciata; sui due settori laterali, invece, si aprono due alte bifore gotiche..

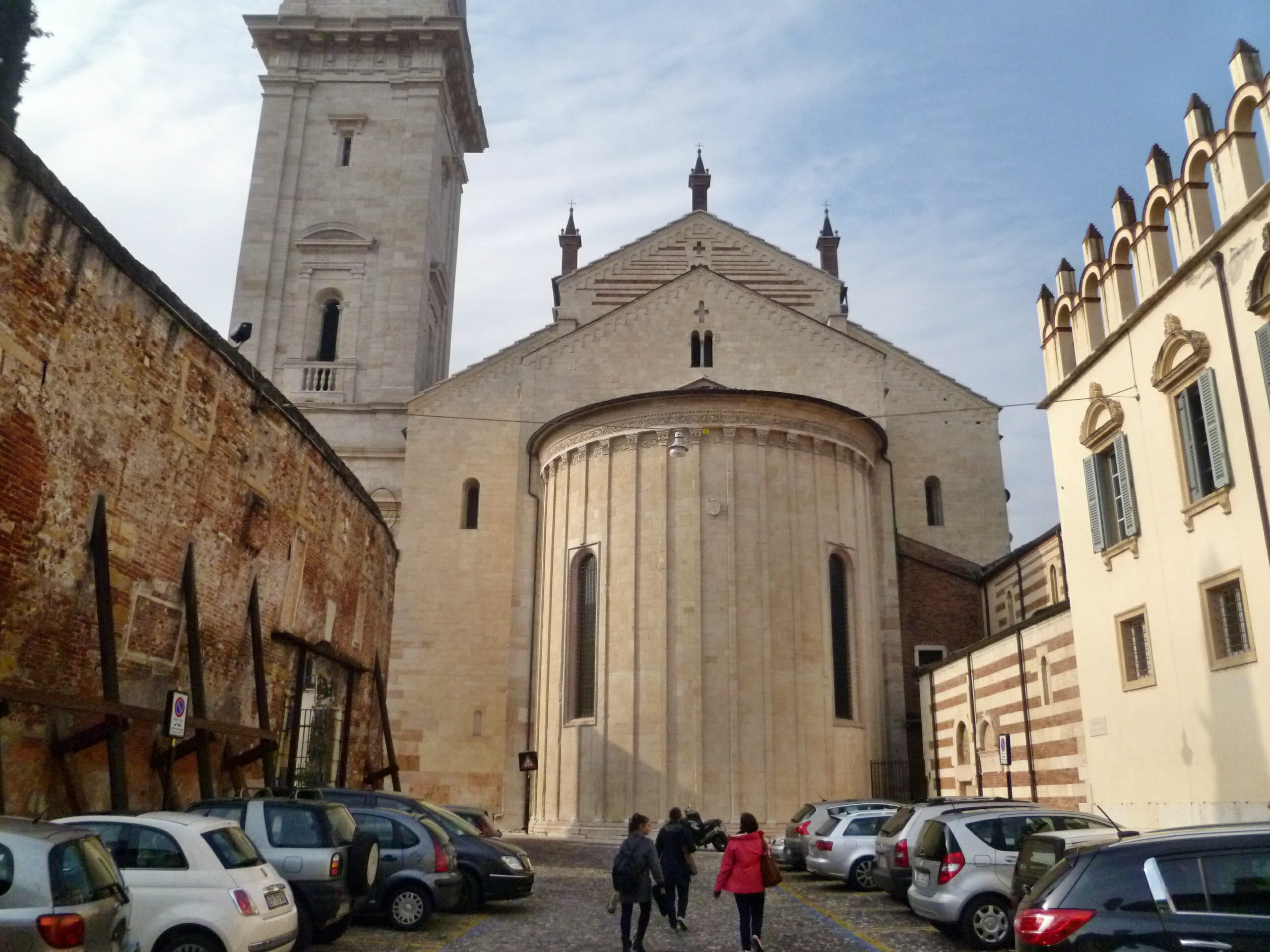
Il retro della chiesa, con il volume emergente del coro

I prospetti laterali, articolati in altezza in due ordini corrispondenti alla suddivisione delle navate interne, si caratterizzano per il paramento murario a corsi alternati in conci di tufo e mattoni di laterizio, oltre che per la presenza di contrafforti con pinnacoli sommitali. I due ordini sono inoltre coronati da una cornice sottogronda modanata; in quello inferiore, tuttavia, emergono i volumi delle cappelle laterali, mentre in quello superiore si aprono occhi circolari che illuminano la navata centrale. Il prospetto orientale, corrispondente all'area occupata all'interno dal presbiterio, è realizzato completamente in blocchi di tufo e pietra calcarea e si contraddistingue per il volume emergente dell'abside semicilindrica, che è scandita da una fitta serie di lesene che sorreggono la cornice sommitale, con il fregio decorato a bassorilievo.

#### Campanile

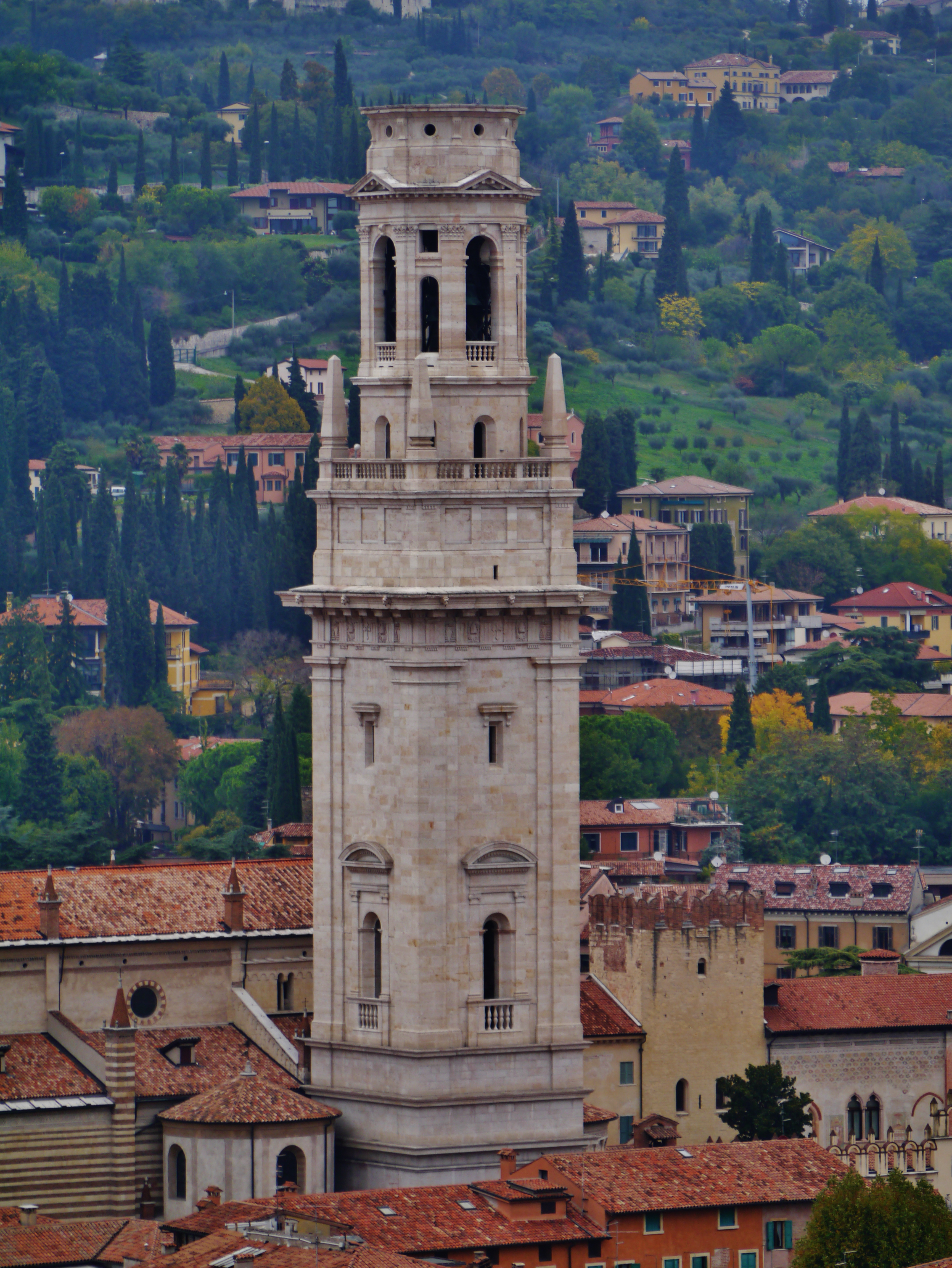
Il campanile incompleto, con il fusto opera di Bernardino Brugnoli e la cella campanaria di Ettore Fagiuoli

L'imponente campanile si leva dal fianco meridionale della chiesa: il basamento è una massiccia opera di epoca romanica, eretto tra il XII e il XIII secolo, dalle dimensioni che non hanno corrispettivi in nessun'altra torre veronese, misurando i lati ben 11,10 metri e lo spessore della muratura 3,10 metri; su di questo si imposta un altrettanto massiccio fusto rinascimentale in marmo ammonitico veronese, il cui progetto iniziale era del celebre architetto Michele Sanmicheli, modificato successivamente dal nipote Bernardino Brugnoli; in alto, a chiudere la torre, si trova la cella campanaria, terminata nel 1925 su progetto di Ettore Fagiuoli che interpretò il linguaggio sanmicheliano. Questa è a pianta ottagonale e poggiante su un basamento coronato da balaustra e obelischi angolari, e a sua volta è sormontata da un tamburo sul quale sarebbe dovuto sorgere la copertura prevista dal progetto del Fagiuoli, ma mai realizzata per ragioni economiche. La torre raggiunge i 75 metri, seconda in altezza della città dopo la torre dei Lamberti, alta 83 metri, ma che sarebbe stata superata con realizzazione della cuspide di copertura, di circa 15-20 metri.

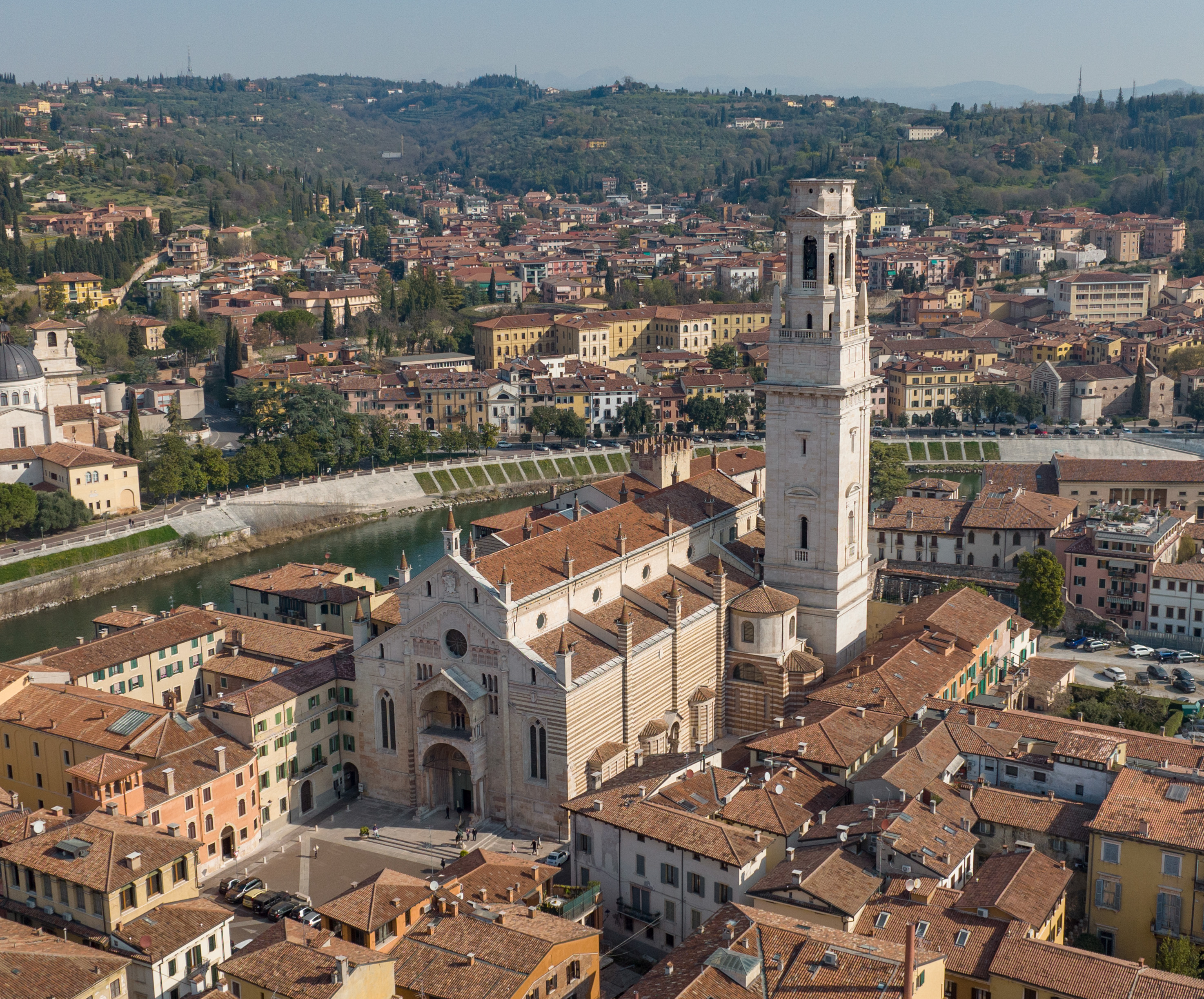
Il duomo e il campanile dall'alto

La torre ospita dieci campane accordate in scala di La2 calante, per la maggior parte fuse dalla famiglia veronese Cavadini nel 1931: fanno eccezione il campanone, realizzato dalla fonderia De Poli di Vittorio Veneto nel 2003 in sostituzione del precedente che, rifuso nel 1934 sempre da Cavadini a causa di un difetto di fabbricazione, si incrinò irrimediabilmente nel 2000, e la campana minore, che venne fusa dalla fonderia Grassmayr di Innsbruck nel 2014 e aggiunta al complesso. Le campane vengono suonate a mano da una squadra composta da una ventina di suonatori secondo la tecnica dei concerti di campane alla veronese. La torre ospita inoltre, all'altezza del tetto della cattedrale, la cosiddetta "campana dei Canonici", a slancio manuale, di nota Fa#4 calante e fuori concerto, fusa dal magister Jakobus di Verona nel 1384, mentre una seconda campana detta "Mezzana", fusa nel 1358 dai magister Vivencus e Victor, parte insieme alla campana dei Canonici del complesso campanario originale, si trova invece presso il museo di Castelvecchio.

### Interno

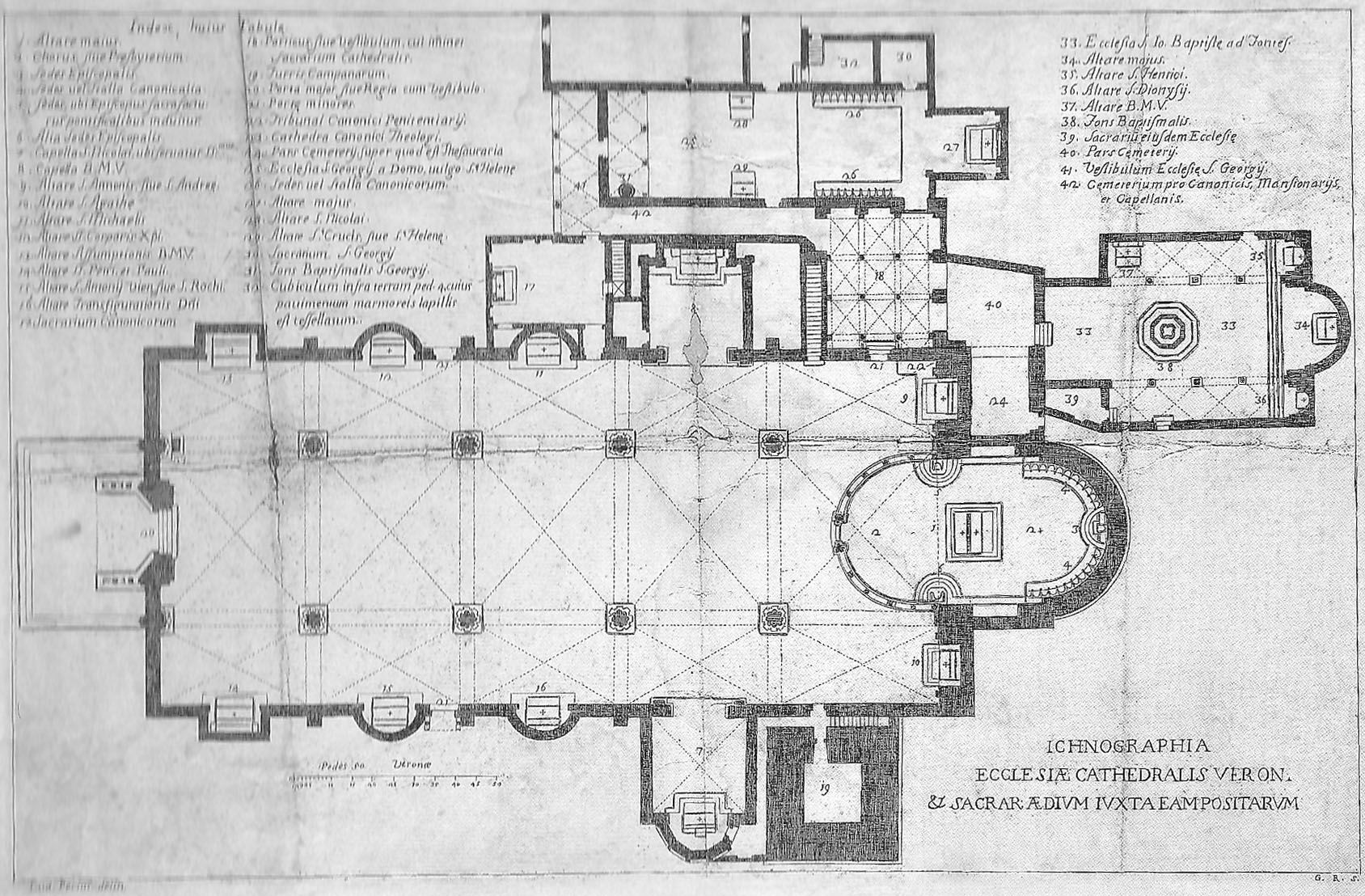
Disegno del XVIII secolo rappresentante il complesso della Cattedrale: in basso il Duomo di Verona, in alto la chiesa di Sant'Elena e a destra il battistero di San Giovanni in Fonte, messi in comunicazione dal portico di Santa Maria Matricolare, al centro

La pianta dell'edificio è ad aula rettangolare suddivisa in tre navate da due serie di archeggiature leggermente ogivali, ognuna impostata su quattro possenti pilastri a fascio in marmo rosso di Verona; le navate sono articolate in cinque campate, con quella centrale che si prolunga verso il presbiterio creando così uno spazio marcatamente longitudinale. L'antico presbiterio, rialzato di tre gradini, è protetto dall'elegante tornacoro a sviluppo semicircolare progettato da Michele Sanmicheli, e composto di un alto basamento su cui si impostano le colonne ioniche a sostegno della trabeazione modanata, la quale, in corrispondenza delle colonne, è sormontata da candelabri; l'antico presbiterio si conclude con l'abside semicircolare del coro, mentre il nuovo presbiterio occupa la penultima campata della navata maggiore. Se le campate delle navate sono coperte da volte a crociera in muratura con nervature diagonali e sono scandite da arconi ogivali, entrambi in rosso di Verona, il presbiterio è invece coperto a volta a botte e il coro sovrastato da una calotta semisferica, entrambi decorati a inizio Cinquecento da Francesco Torbido su disegni preparatori di Giulio Romano, che realizzò un imponente ciclo pittorico raffigurante scene e personaggi biblici inseriti all'interno di una vasta architettura classica dipinta.

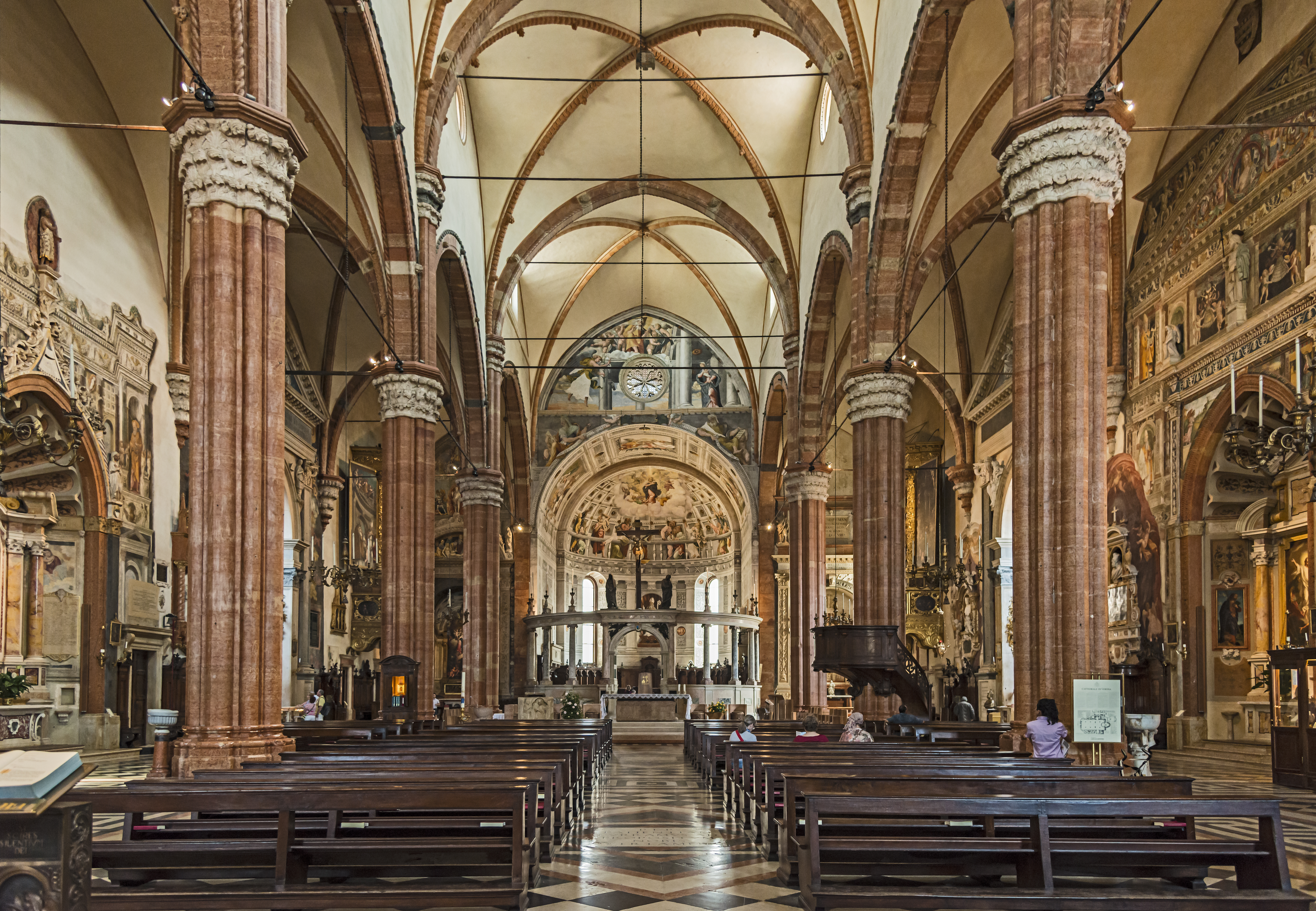
L'interno della chiesa

Lungo i fianchi delle navate laterali si trovano otto altari minori, quattro per ogni lato, inseriti all'interno di cappelle emergenti. Lungo la navata destra si trovano: la cappella Dionisi; la cappella Calcasoli; la cappella Emilei, dedicata alla Trasfigurazione di Cristo; la cappella del Santissimo Sacramento, detta anche cappella Memo, da cui si può accedere alla cripta sotterranea dei vescovi veronesi. Lungo la navata sinistra si trovano invece: la cappella Cartolari-Nichesola con l'altare dell'Assunzione; la cappella Abbazia-Lazzari, dedicata al Santissimo Corpo di Gesù Cristo; la cappella Cartolari, intitolata a San Michele Arcangelo; la cappella della Madonna del Popolo, detta anche cappella Malaspina. Sui due lati dell'arco trionfale che dà accesso al presbiterio si trovano altre due cappelle: cappella Mazzanti, dedicata ai Santi Francesco e Agata, a destra, e cappella Maffei a sinistra.

#### Navata destra
La prima cappella della navata destra è la cappella Dionisi, costruita tra il 1481 e il 1484 dal canonico Paolo Dionisi e dedicata ai Santi Pietro e Paolo. Della costruzione originaria rimane l'arco esterno sul quale troneggia un Redentore e sotto i due Santi Pietro e Paolo, oltre agli affreschi rinascimentali che fanno da cornice alla cappella. La pala d'altare è un'opera del 1711 del pittore di scuola veronese Antonio Balestra raffigurante la Madonna col Bambino e i Santi Pietro, Paolo e Antonio da Padova.

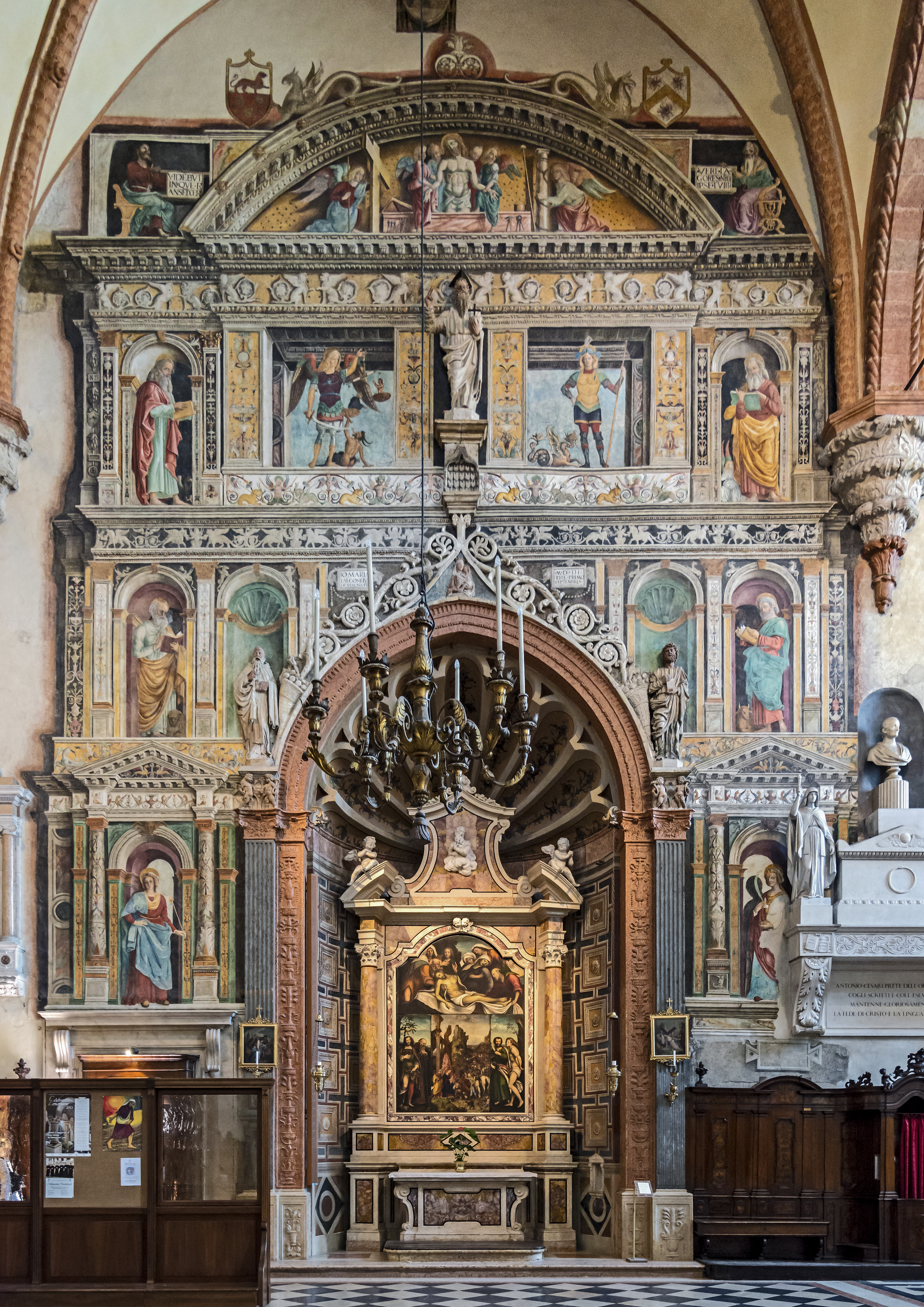
Cappella Calcasoli con gli affreschi di Gian Maria Falconetto

Dopo di questa si trova la cappella Calcasoli, fatta edificare da Bernardino Calcasoli tra il 1503 e il 1504. Questa è caratterizzata dal monumentale affresco del Falconetto, datato 1503, che fa da contorno al gruppo di dipinti che si trovano all'interno della pala della cappella, tra cui i Santi Rocco e Sebastiano, a sinistra, Antonio e Bartolomeo a destra, e la Deposizione in alto, opere di Nicola Giolfino, e al centro il dipinto di Liberale da Verona raffigurante l'Adorazione del Magi.
La terza cappella è la Emilei, eretta intorno al 1504 dall'omonima famiglia nobile famiglia veronese. Sopra l'altare si trova la Trasfigurazione di Cristo del pittore veronese Giambettino Cignaroli. Si trovano inoltre i resti di un trittico di Francesco Morone rappresentanti San Giacomo con un committente e San Bartolomeo.
Quindi trova spazio una cappella di grandi dimensioni,detta del Santissimo Sacramento ma chiamata anche cappella Memo. Venne fatta edificare nel 1435 dal vescovo Guido Memo e affrescata l'anno successivo da Jacopo Bellini, tuttavia essa subì diversi interventi nel corso dei secoli, di cui gli ultimi avvenuti nel 1762. L'arco dal quale si accede alla cappella è abbellito da Profeti e Angeli a bassorilievo dello scultore Diomiro Cignaroli, mentre l'altare, attribuibile a Francesco e Paolo Maderno, è caratterizzato ai lati delle statue dei Santi Zeno e Nicolò, di Francesco Zoppi. La pala d'altare raffigurante l'Ultima Cena è invece opera di Gian Battista Burato.

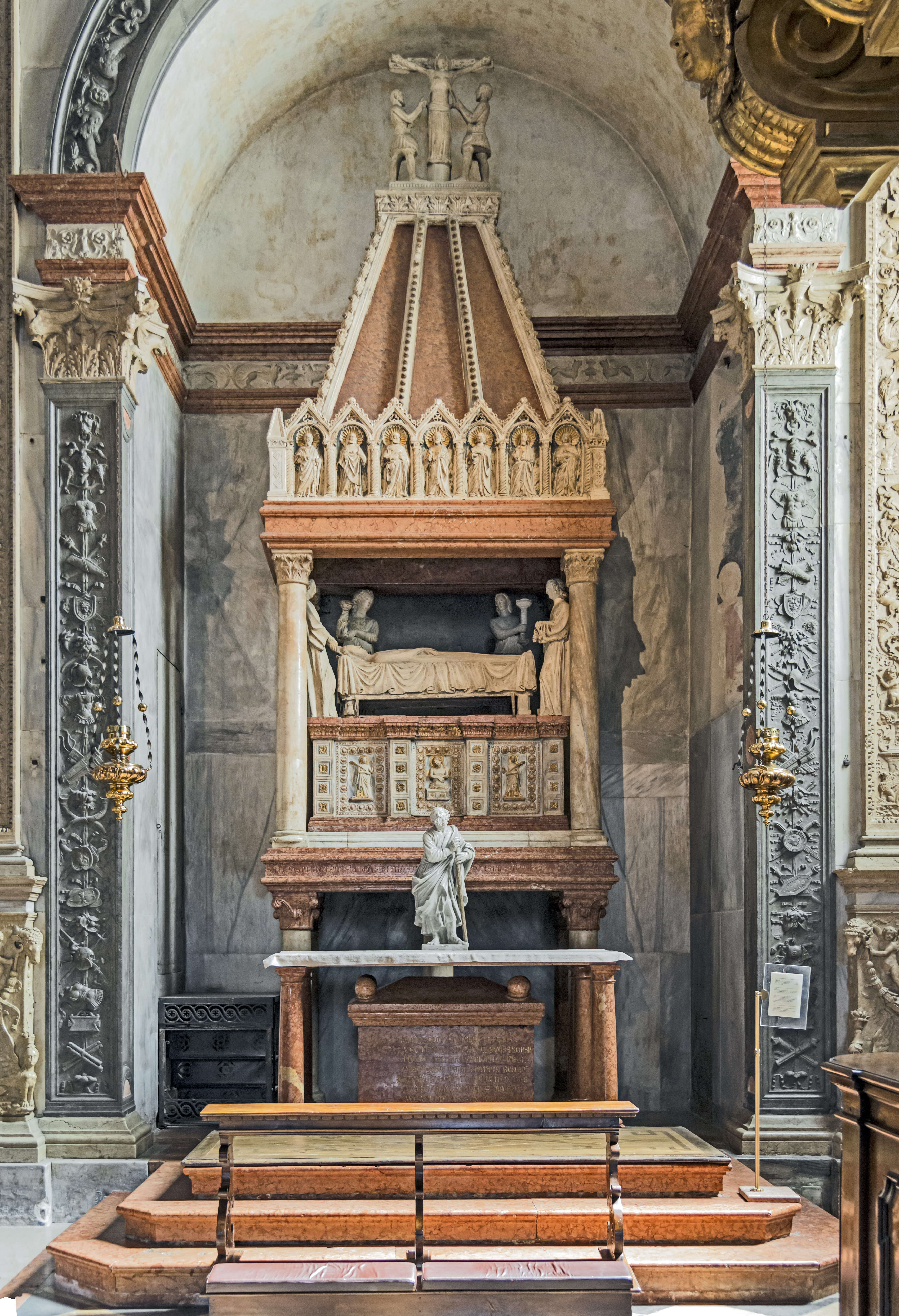
L'arca di Sant'Agata nella cappella Mazzanti

L'ultima cappella della navata destra è quella Mazzanti, fatta ristrutturare nel 1508 dal canonico Francesco Mazzanti e dedicata ai Santi Francesco e Agata. Notevole è il monumento del 1353 in stile gotico della Santa, vegliata nel suo letto da quattro angeli. In basso, sotto l'altare, si trova anche l'urna contenente il corpo di Santa Maria Consolatrice, sorella del vescovo Annone, cui è dedicata anche la chiesa di Santa Maria Consolatrice, poco distante dal duomo.

#### Navata sinistra

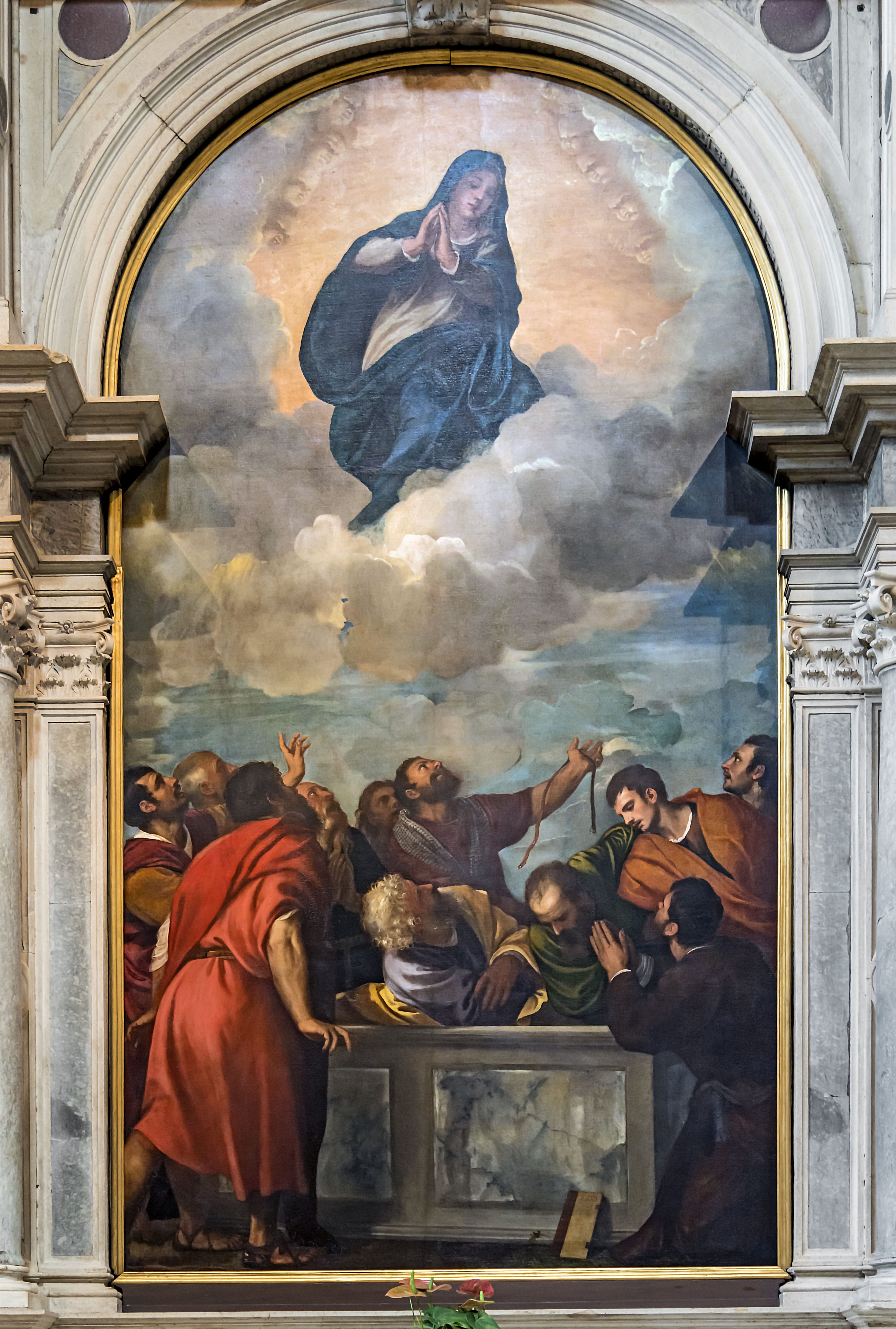
Assunzione della Vergine di Tiziano, nella cappella Cartolari-Nichesola

La prima cappella che si incontra lungo la navata sinistra è la Cartolari-Nichesola, situata appena dopo il sepolcro di Galesio Nichesola, un prelato veronese che divenne vescovo di Belluno nel XVI secolo. La cappella venne fatta edificare dal canonico Bartolomeo Cartolari verso il 1468 e ristrutturata intorno al 1532 dalla famiglia Nichesola, che commissionò al celebre architetto Jacopo Sansovino il rifacimento della cappella e dell'altare, ove è collocata la splendida pala dell'Assunzione della Vergine di Tiziano, dipinto che è stato restituito all'Italia dopo le trafugazioni francesi della campagna d'Italia del 1797.
Subito dopo questa si trova la cappella Abbazia-Lazzari, dedicata al Santissimo Corpo di Gesù Cristo e commissionata dal canonico Giovanni Abbazia nel XV secolo, ma acquisita più tardi dalla famiglia Lazzari. Essa conserva l'originaria pianta semicircolare con copertura del catino absidale a conchiglia, un elemento simbolico di rinascita spirituale. La pala d'altare, circondata da affreschi con raffigurazioni di Santi, Apostoli e Angeli, nel tempo è stata oggetto di diverse sostituzioni; attualmente è presente un'opera di Sante Prunati raffigurante il Redentore tra Tobia e l'angelo, San Liborio e San Francesco di Sales.
La terza cappella di sinistra è la Cartolari, fatta costruire nel 1465 dal canonico Bartolomeo Cartolari e restaurata nel 1880, intitolata a San Michele Arcangelo. L'altare barocco è opera del XVII secolo di Angelo Ranghieri, ed è adornato da diversi dipinti: in alto si trova San Michele di Giuseppe Zannoni del 1880; al centro un trittico del 1531 con la Madonna, San Gerolamo e San Giorgio, patrono del Capitolo dei Canonici, della scuola di Francesco Caroto; in basso una pregevole predella di Francesco Morone, rappresentante la Nascita del Battista.

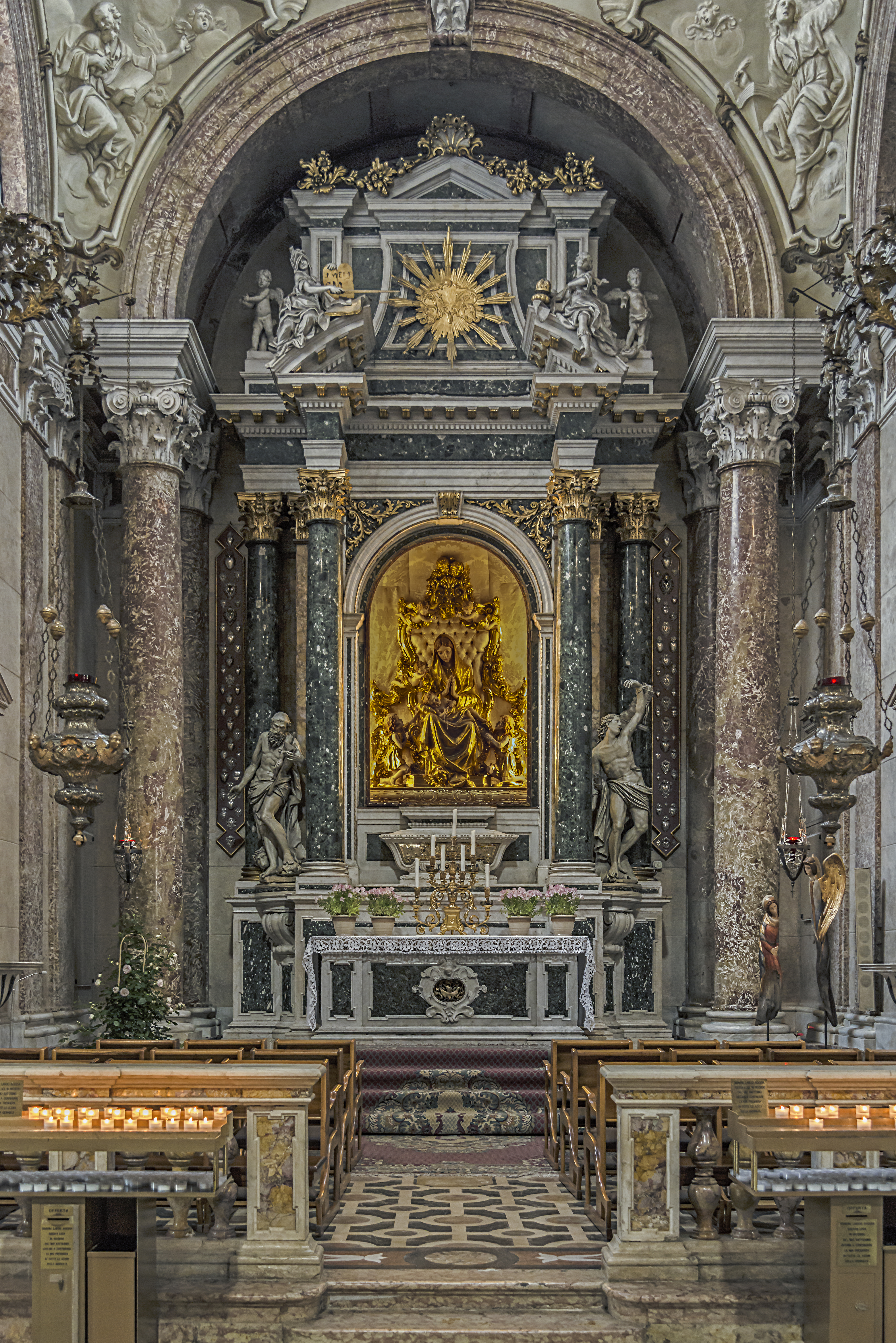
La cappella della Madonna del Popolo, detta anche cappella Malaspina

Quindi si trova una cappella di grandi dimensioni che fronteggia quella simile, per spazialità, del Santissimo Sacramento; particolarmente cara ai veronesi, essa è dedicata alla Madonna del Popolo, il cui culto locale risale al XIII secolo. La struttura è del XVI secolo tuttavia l'interno è stato trasformato nel 1756. All'interno vi si trova una imponente statua della Madonna col Bambino, opera del 1921 dello scultore Vincenzo Cadorin, sotto cui si trova l'urna contenente la "spina" dei santi Fermo e Rustico, martiri venerati a Verona.
Infine, al termine della navata, si trova la cappella Maffei, eretta all'inizio del XVI secolo dai canonici Francesco e Girolamo Maffei. Questa ha subito numerosi rifacimenti, per cui la pala attuale è un'opera del 1794 circa di Agostino Ugolini raffigurante la Madonna col Bambino e i Santi Andrea, Annone, Girolamo e Giovanni Battista. Nella lunetta sopra l'arco si trova inoltre una Deposizione del XVI secolo, attribuito al Falconetto, tra l'altro autore, nella stessa cappella, di altri affreschi.

#### Organi a canne

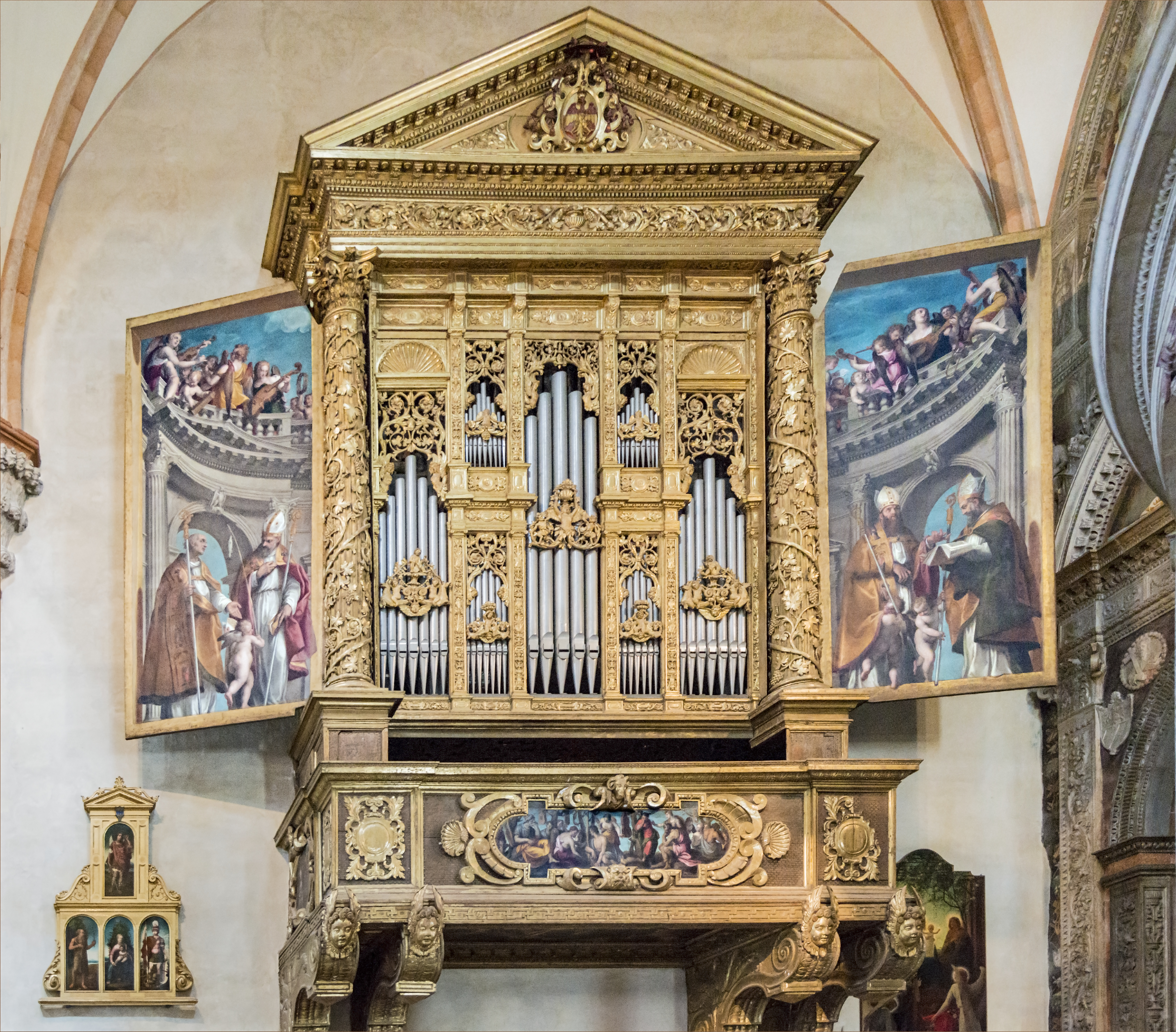
Organo della navata sinistra, con le decorazioni dipinte di Felice Brusasorzi

Nell'ultima campata delle due navate laterali, sopra apposite cantorie lignee, si trovano due organi a canne: l'organo comunemente chiamato "Antegnati", a destra, e l'organo "Farinati", a sinistra, entrambi caratterizzati da una cassa lignea finemente intagliata con prospetti gemelli, costituiti da due cuspidi laterali di sette canne e una centrale di cinque intervallate da due colonne di organetti morti.
L'organo Antegnati fu costruito per volere di Agostino Valier, vescovo di Verona tra dal 1565 e il 1606; nel 1683, il vescovo Sebastiano Pisani II commissionò al pittore Biagio Falcieri la decorazione delle portelle, raffiguranti all'esterno l'Assunzione di Maria, e i dipinti della balaustra della cantoria, Nascita di Maria e Visitazione. Purtroppo lo strumento originale è andato perduto e quello attuale è stato ricostruito "in stile" da Barthélemy Formentelli nel 1992, che si ispirò a uno strumento dell'epoca e utilizzò canne di facciata antiche, opportunamente restaurate.

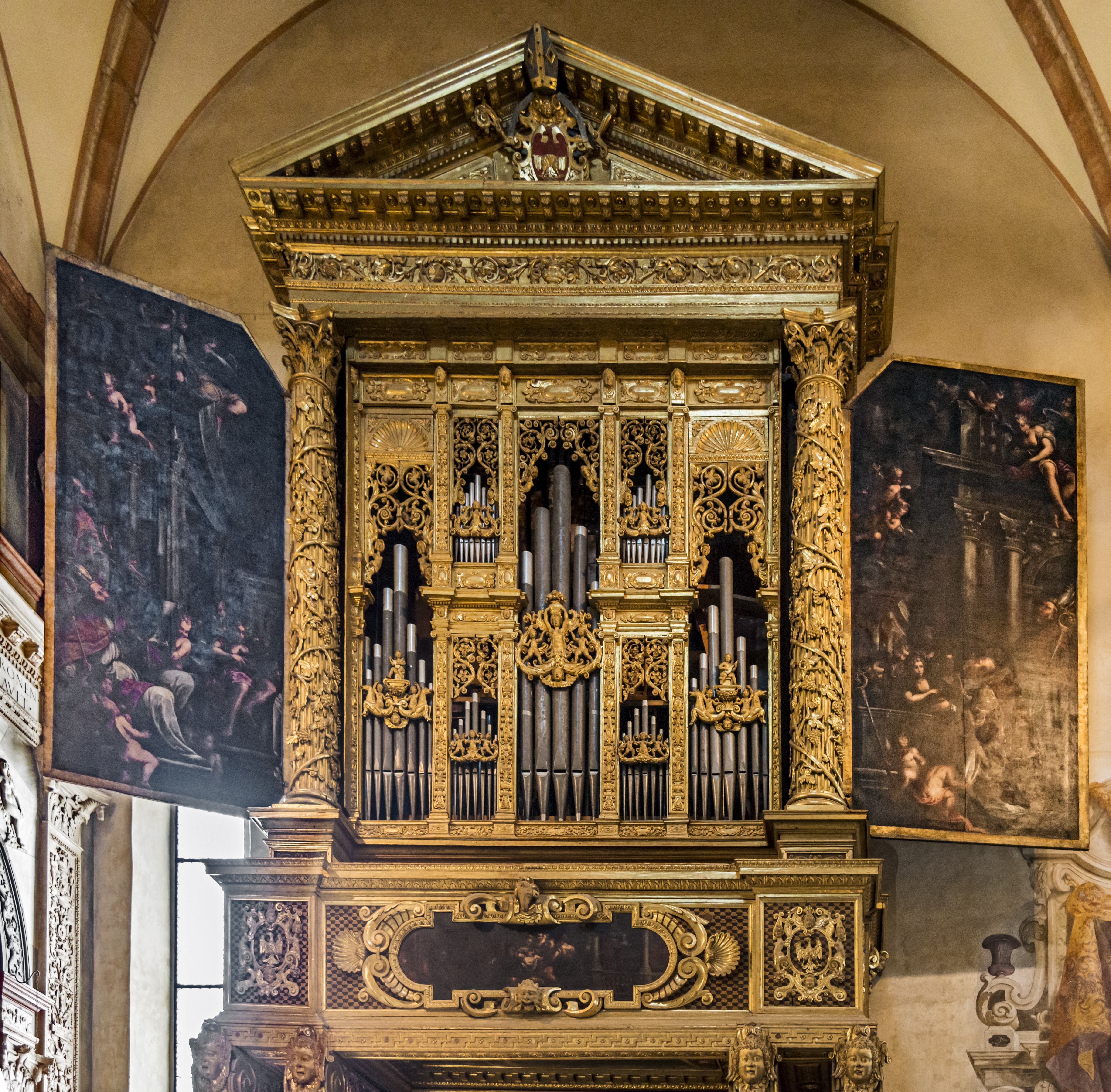
Organo della navata destra, impreziosito dai dipinti di Biagio Falcieri

Nella cassa di sinistra, coeva all'altra, si trova uno strumento a trasmissione mista meccanica-pneumatica risalente al 1909, opera dell'artigiano veronese Domenico Farinati. Alla fine del XVI secolo, Felice Brusasorzi dipinse le portelle della cassa con Quattro vescovi veronesi all'interno e Dormizione di Maria all'esterno; sempre suo il dipinto della balaustra della cantoria, raffigurante Storie del Vecchio Testamento.
All'interno del tornacoro, nella la cantoria marmorea di destra, si trova l'organo a canne detto "Bonato opus 13",costruito nel 2007 e utilizzato regolarmente per le liturgie e i concerti. A trasmissione elettronica, ha due tastiere di 61 note ciascuna ed una pedaliera di 32.